# Fenoarivo (Farafangana)
Fenoarivo (Farafangana) è una città e comune del Madagascar situata nel distretto di Farafangana, regione di Atsimo-Atsinanana. 
La popolazione del comune rilevata nel censimento 2001 era pari a 16 000 unità.